# La Renommée (Tristan L'Hermite)
La Renommée est une ode de Tristan L'Hermite dédiée au duc de Guise et publiée en 1654. Il s'agit de la dernière plaquette de l'auteur, qui meurt l'année suivante à l'hôtel de Guise.

## Présentation

### Texte
La Renommée est constitué de quinze douzains d'octosyllabes :
Quand tu fis ton premier effort

Pour aller sauver Parthénope,

Ce haut miracle qui d'abord

Émerveilla toute l'Europe,

Le Tibre qui te vit partir

Eut de la peine à consentir

À ce trop périlleux passage ;

Il en témoigna des douleurs,

Et ne put voir sans que les pleurs

En roulassent sur son visage,

Tant d'esprit et tant de courage

Exposés à tant de malheurs.

Parmi les souverains décrets

Qui marquent les choses futures,

Il avait vu tous les secrets

De tes plus hautes aventures.

Il savait bien que tes combats

Quelque jour réduiraient bien bas

L'orgueil su Peuple demi-more ;

Mais de tant d'honneurs mérités

Et de tant de prospérités

Que ta valeur doit faire éclore,

Les fuseaux n'étaient point encore

En la main des Fatalités.

### Publication

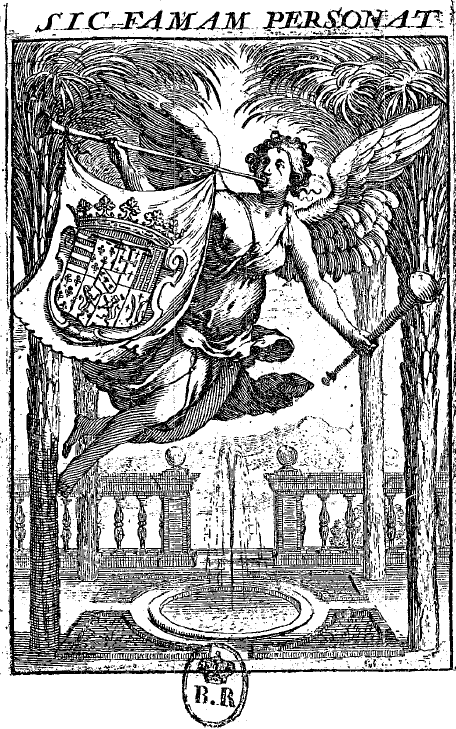
Frontispice (non signé) de l'édition originale.

La Renommée, dédié au duc de Guise, est un « opuscule extrêmement rare » publié en 1654 et orné « d'un beau frontispice, qui représente la Renommée, tenant les armes du duc de Guise et sonnant de la trompette, avec cette devise : Sic famam personat ». Il s'agit de la dernière plaquette de l'auteur, qui meurt l'année suivante à l'hôtel de Guise.

## Postérité

### Éditions nouvelles
Le poème est réédité en 2002 dans le tome III des Œuvres complètes de Tristan L'Hermite.

### Œuvres complètes
- Jean-Pierre Chauveau et al., Tristan L'Hermite, Œuvres complètes (tome II) : Poésie I, Paris, Honoré Champion, coll. « Sources classiques » (no 41), 2002, 576 p. (ISBN 978-2-745-30606-7)

### Ouvrages cités
- Napoléon-Maurice Bernardin, Un Précurseur de Racine : Tristan L'Hermite, sieur du Solier (1601-1655), sa famille, sa vie, ses œuvres, Paris, Alphonse Picard, 1895, XI-632 p.
- Amédée Carriat, Tristan, ou L'éloge d'un poète, Limoges, Éditions Rougerie, 1955, 146 p.